# جيسي جيمس (مقدم تلفزيوني)
جيسي جيمس (بالإنجليزية: Jesse James)‏ (و. 1969  م) هو مقدم تلفزيوني، وممثل تلفزي، وممثل، ومنتج أفلام، وشخصية أعمال، ومهندس أمريكي، ولد في لونغ بيتش، كاليفورنيا، بدأ مشواره المهني سنة 1997.

## وصلات خارجية
- جيسي جيمس على موقع IMDb (الإنجليزية)
- جيسي جيمس على موقع إن إن دي بي (الإنجليزية)
- جيسي جيمس على موقع قاعدة بيانات الفيلم (الإنجليزية)

- جيسي جيمس في قاعدة بيانات الأفلام على الإنترنت